# 일본 중의원 비례대표제 선거구 목록
이 문서는 일본 중의원 비례대표제 선거구 목록을 다룬다.
일본 중의원 의원 총선거에서 비례대표제가 도입된 건 1994년의 일이다. 「공직선거법」을 개정하여 종래의 중선거구제를 폐지하고 소선거구 비례대표 병립제를 도입하면서 지금의 비례대표 블록이 신설됐다. 일본 참의원 의원 통상선거는 기존의 전국구제를 개편해 1982년에 이미 비례대표제인 참의원 비례구를 도입했다.
선거구 목록은 「공직선거법」 별표제2에 규정되어 있으며 47개 도도부현을 11개 비례대표 블록으로 구분하고 있다. 1994년에 처음 도입했을 때 비례대표제 선거구의 의원 정수는 200명이었지만 2000년에 180명으로 줄였고 2021년엔 다시 176명으로 줄였다.
중선거구제의 폐해를 극복하고자 자유민주당이 창당 이래 처음으로 야당으로 전락한 1993년에 집권한 호소카와 내각에서 정치 개혁이란 미명하에 소선거구제와 함께 도입했다. 소선거구제는 일반적으로 정치 지형을 양당제로 유도하기에 군소 정당에게 불리한 제도다. 당시 호소카와 연립 내각을 지지하던 공명당, 민사당 등을 설득하기 위해 함께 만들어진 게 지금의 비례대표제다.
일반적으로 언론 등에선 비례○○블록 혹은 ○○블록이란 표현을 자주 사용한다.
다음은 현재 비례대표제 선거구 목록이다.
| 선거구                         | 의원 정수 | 유권자 수    | 구역                                                                                     | 지도 |
| ------------------------------ | --------- | ------------ | ---------------------------------------------------------------------------------------- | ---- |
| 홋카이도 비례대표 선거구       | 8명       | 4,424,026명  | 홋카이도                                                                                 |      |
| 도호쿠 비례대표 선거구         | 12명      | 7,238,169명  | 아오모리현, 이와테현, 미야기현, 아키타현, 야마가타현, 후쿠시마현                         |      |
| 기타칸토 비례대표 선거구       | 19명      | 11,775,259명 | 이바라키현, 도치기현, 군마현, 사이타마현                                                 |      |
| 미나미칸토 비례대표 선거구     | 23명      | 13,692,743명 | 지바현, 가나가와현, 야마나시현                                                           |      |
| 도쿄 비례대표 선거구           | 19명      | 11,554,700명 | 도쿄도                                                                                   |      |
| 호쿠리쿠신에쓰 비례대표 선거구 | 10명      | 5,985,148명  | 니가타현, 도야마현, 이시카와현, 후쿠이현, 나가노현                                       |      |
| 도카이 비례대표 선거구         | 21명      | 12,221,313명 | 기후현, 시즈오카현, 아이치현, 미에현                                                     |      |
| 긴키 비례대표 선거구           | 28명      | 16,987,222명 | 시가현, 교토부, 오사카부, 효고현, 나라현, 와카야마현                                     |      |
| 주고쿠 비례대표 선거구         | 10명      | 5,974,580명  | 돗토리현, 시마네현, 오카야마현, 히로시마현, 야마구치현                                   |      |
| 시코쿠 비례대표 선거구         | 6명       | 3,119,368명  | 도쿠시마현, 가가와현, 에히메현, 고치현                                                   |      |
| 규슈 비례대표 선거구           | 20명      | 11,750,869명 | 후쿠오카현, 사가현, 나가사키현, 구마모토현, 오이타현, 미야자키현, 가고시마현, 오키나와현 |      |

## 같이 보기
- 선거구
- 일본 중의원 의원 총선거
- 일본 중의원 소선거구제 선거구 목록
- 중복 입후보 제도